# Casa Bartomeu Marroig
La casa Bartomeu Marroig és un edifici situat al carrer Ample, 54 de Barcelona, catalogat com a bé cultural d'interès local.

## Història
Construït segons l'alineació establerta per a aquest carrer el 1817, el 1871 va ser adquirit per l'indià mallorquí Bartomeu Marroig, que va encarregar-ne la reforma al mestre d'obres Francesc Brosa.

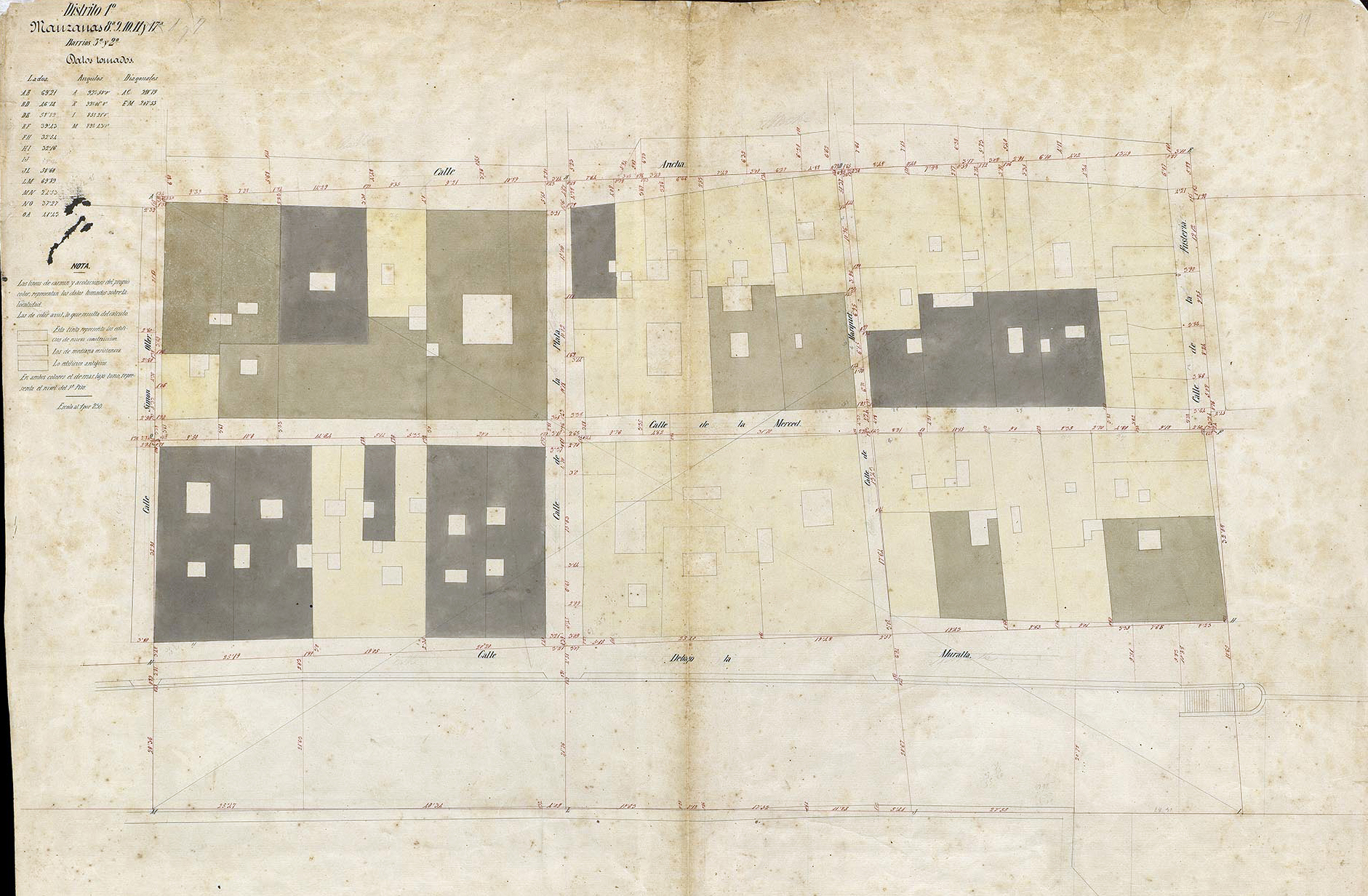
Quarterós núm. 6 de Garriga i Roca (c. 1860)

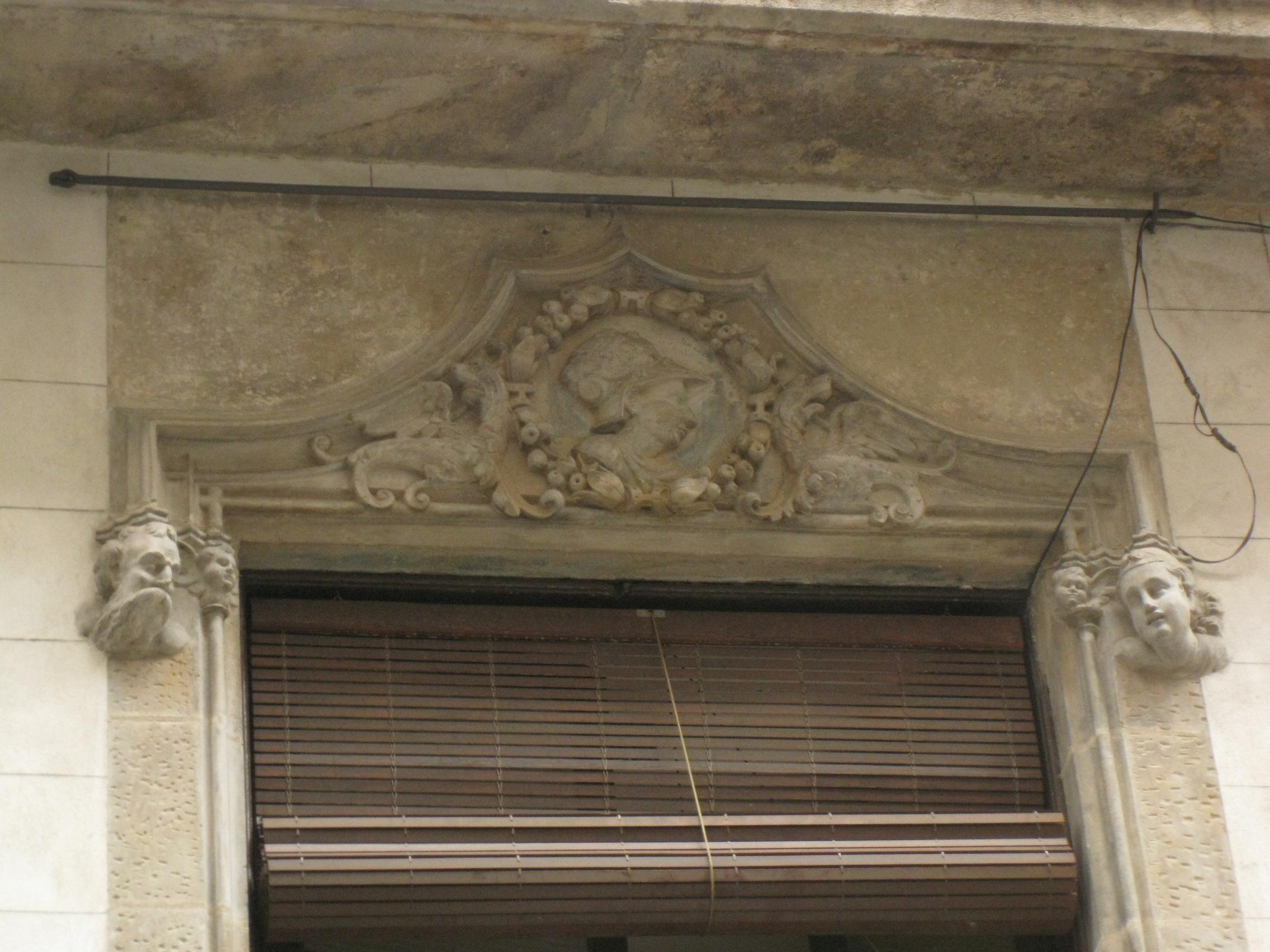
Detall d'una de les llindes

## Descripció
Consta de planta baixa, principal, tres pisos i terrat transitable. L'accés principal, flanquejat per dues botigues, dona pas a un vestíbul que conté l'escala de veïns.
Les obertures es disposen en tres eixos verticals de dimensió decreixent i de ritme regular, a excepció de les de la planta baixa, consistents en grans llindes de fusta motllurada sostingudes per pilars de pedra. Sobre aquestes neix la llosana pètria d'un gran balcó corregut en volada i amb barana de forja corresponent al primer pis. A partir d'aquest, la façana presenta un estucat que imita un carreuat al trencajunt. Les lindes del primer pis, reaprofitades d'una construcció anterior de finals del segle xvi, presenten uns medallons de flors i fruits flanquejats per cornucòpies i grius que contenen perfils femenins amb cascs d'inspiració clàssica. Aquesta decoració queda protegida per un guardapols mixtilini que reposa sobre culs-de-llàntia amb decoració antropomòrfica.
El segon pis presenta un balcó corregut amb les mateixes característiques que el primer, però de menor volada. Llurs portes també mostren emmarcaments petris, encara que la seva llinda conopial és més esquemàtica. Els dos darrers pisos substitueixen el balcó corregut per tres balcons simples cadascun. La façana és rematada per un cornisament que conté conilleres per a la solera del terrat a la catalana.